# Баренбург
Баренбург (нім. Barenburg) — громада в Німеччині, розташована в землі Нижня Саксонія. Входить до складу району Діпгольц. Складова частина об'єднання громад Кірхдорф.
Площа — 16,38 км2. Населення становить 1235 ос. (станом на 31 грудня 2021).